# Viorel Oancea
Viorel Oancea (n. 8 decembrie 1944, Brașov, România) este un militar roman cu gradul de General Major,  avansat prin decret prezidential 997 pe 21 Octombrie 2010 (retr.) în cadrul Armatei Române și un om politic.

## Participare la revoluția din 1989
În timpul revoluției din decembrie 1989 Viorel Oancea era militar cu gradul de maior într-o mică unitate de reparat tehnică militară din Timișoara. În dimineața de 22 decembrie 1989, înainte de căderea lui Nicolae Ceaușescu, a urcat în balconul Operei din Timișoara, unde funcționa comitetul revoluționar și a ținut mulțimii adunate în centrul Timișoarei o cuvântare prin care a exprimat adeziunea cadrelor militare din unitatea sa la revoluție. Ca urmare a acestei cuvântări, a fost plasat sub arest de generalul Ștefan Gușă, scăpând însă ca urmare a victoriei revoluției.
După revoluție, a devenit comandant al Poliției municipiului Timișoara. În 1990 a condus o comisie de anchetă a evenimentelor din decembrie 1989 care a propus, printre altele, cercetarea penală a generalilor Victor Atanasie Stănculescu, Mihai Chițac și Ștefan Gușă. Respectiva comisie a fost desființată imediat după mineriada din iunie 1990.
În 1992 a fost laureat cu premiul PL Foundation Award for Freedom, împreună cu Radu Filipescu, pentru lupta împotriva regimului comunist și drepturile umanității.
Pe 1 Decembrie 2009, Viorel Oancea a fost promovat de președintele Traian Băsescu la gradul de General cu 2 stele  (General Major).

## Activitate politică
Viorel Oancea a fost membru PCR în perioada 1979 - 1989.
A intrat în politică, fiind fondator al filialei locale a Partidului Alianța Civică. În 1992 a fost ales primar al Timișoarei, după ce a candidat din partea acestei formațiuni politice. În 1996 a candidat din nou pentru postul de primar, dar  Gheorghe Ciuhandu a fost ales.
Trecut la Partidul Național Liberal odată cu fuziunea acestuia cu PAC, a fost ales în 2004 deputat în Parlamentul României. În prezent este membru al Partidului Liberal Democrat. În cadrul activității sale parlamentare, Viorel Oancea a fost membru în grupurile parlamentare de prietenie cu Regatul Unit al Marii Britanii și Irlanda de Nord, Republica Islamică Pakistan și Republica Federativă a Braziliei.
Este unul din susținătorii legii lustrației, prin care se dorește eliminarea din politică a foștilor activiști comuniști și informatorilor securității.
În perioada  26 ianuarie 2009 - 3 mai 2025, Viorel Oancea a deținut funcția de secretar de stat în cadrul Ministerului Apărării Naționale.